# 萊克維尤 (印地安納州)
萊克維尤（英語：Lake View）是位於美國印地安納州富蘭克林縣的一個非建制地區。該地的面積和人口皆未知。